# Дикинсон Бьянки, Марта
Марта Дикинсон Бьянки (англ. Martha Dickinson Bianchi), сокращённо Мэтти (Mattie) (29 ноября 1866 — 21 декабря 1943) — американская писательница, поэтесса и переводчица. Племянница поэтессы Эмили Дикинсон, известна как издатель её произведений.

## Жизнь
Мэтти была дочерью брата Эмили Дикинсон, Остина и его супруги Сьюзен Гилберт. Она училась в трех частных школах — мисс Хоуленд (1879—1880), мисс Марш (1882—1883) и мисс Портер (1884—1885). После смерти двух ее братьев и родителей она стала последним выжившим членом семьи Дикинсонов. Прекрасная пианистка, Марта училась в музыкальной школе Смит-колледжа (1885—1889) и брала частные уроки в Нью-Йорке. 19 июля 1903 года Марта вышла замуж за Александра Бьянки (1873—1922?), капитана Российской Императорской конной гвардии за границей в Богемии. Он был моложе жены на 9 лет. Позже Александр был заключен в тюрьму по обвинению в мошенничестве, и пара рассталась в 1908 году и развелась в 1920 году. Бьянки много путешествовала по Европе вместе со своей матерью Сьюзен и в конечном итоге делила своё время между семейным домом (The Evergreens) летом и Нью-Йорком зимой.
| - Родители Марты Дикинсон - Сьюзен Гилберт и Остин Дикинсон - Сьюзен Хантингтон Гилберт Дикинсон (1830-1913) - Остин Дикинсон, брат Эмили Дикинсон (1829-1895) |

## Литературная деятельность

### Поэзия, проза, переводы
Бьянки начала писать стихи, когда ей было за тридцать. Она является автором нескольких романов, в том числе «Гнездо кукушки», «Казачий любовник» и «Поцелуй Аполлона» и сборника стихотворных переводов с русского, включавший стихи Пушкина, Майкова, Лермонтова и другие; в основном переводчицу интересовали темы страдания и безответной любви. Во время Первой мировой войны Марта Бьянки сотрудничала с Красным крестом и опубликовала ряд стихотворений, посвящённых войне.

### Издание сочинений Эмили Дикинсон
Марта Дикинсон Бьянки широко известна тем, что редактировала стихи своей тети Эмили Дикинсон. После кончины своей матери и тёти Лавинии Марта унаследовала значительную часть архива поэтессы. В 1914 году Бьянки опубликовала «Единственную собаку: стихи Эмили Дикинсон», которая помогла возродить интерес к творчеству её тёти. Она издавала стихи Эмили Дикинсон вместе со своим секретарём Альфредом Литом Хэмпсоном и является автором воспоминаний о своей тёте, которые основаны как на личном опыте, так и на рассказах её матери Сьюзен.

## Смерть
Марта умерла в Нью-Йорке в 1943 году. В своем завещании она завещала дом своему секретарю А. Л. Хэмпсону, который позже женился на общей подруге Мэри Лэндис. Завещание Бьянки предусматривало, что, если Хэмпсон и его семья когда-либо решат не жить в этом доме, Evergreens следует снести, а не продать другому владельцу. Мэри Лэндис Хэмпсон, последний житель и владелец Evergreens, по собственному желанию приняла меры для создания фонда Martha Dickinson Bianchi Trust, чтобы сохранить дом для общественного пользования; он был превращён в музей.

## Наследие
По оценке исследователей, Марта Дикинсон Бьянки, «опубликовав восемь томов сочинений Дикинсон и самую обширную книгу воспоминаний, написанную кем-либо, кто лично знал поэта, сыграла центральную роль в создании публичного образа Дикинсон и восприятия её поэзии в первой половине XX в. Хотя её сурово осуждали за искажения как биографии, так и трудов Эмили Дикинсон, наследие Бьянки для тех, кто читает и изучает Дикинсон, является сложным и ценным. Хотя её воспоминания во многих отношениях ненадёжны, они также содержат и бесценную личную информацию и рассказы о доме Дикинсонов».